# Shangri-La Frontier
Shangri-La Frontier ist ein japanischer Online-Fortsetzungsroman von Katarina, der seit 2017 erscheint. Eine Umsetzung der Geschichte als Manga wird seit 2020 veröffentlicht und unter anderem ins Deutsche übersetzt. Eine Adaption als Anime folgte von 2023 bis 2025. Die Handlung erzählt von einem Gamer, der eigentlich am liebsten besonders schlechte Computerspiele meistert, mit dem MMORPG Shangri-La Frontier aber nun ein vielgelobtes Spiel ausprobiert. Er wird von dem Spiel begeistert, kann seine in jahrelangem Training erworbenen Fertigkeiten anwenden und trifft viele alte und neue Freunde. 

## Inhalt
Eigentlich ist Oberschüler Rakurō Hizutome (陽務 楽郎) ein passionierter Spieler von besonders schlechten Computerspielen und als Trash-Gamer schon berühmt-berüchtigt. Das Überwinden schwer beherrschbarer Spielsteuerungen, Rätsel oder das Navigieren durch schlecht konstruierte Geschichten sind für ihn eine besondere Herausforderung. Doch als ihm die Verkäuferin Mana das Spiel Shangri-La Frontier ans Herz liegt, das von allen hoch gelobt sein soll, will er doch mal ein richtig gutes Spiel ausprobieren. Er findet sich schnell in das Online-Multiplayer-Spiel hinein und besiegt die frühen Gegner mit Leichtigkeit, denn das jahrelange Bewältigen mangelhafter Spiele hat sein Geschick und Konzentration geschult. Und er ist begeistert von der – für ihn zur Abwechslung – guten Qualität. Die erste Stadt überspringt er und begibt sich gleich zur zweiten Stadt. Mit seinen ungewöhnlichen Fertigkeiten und auch auffälligen Äußeren zieht der sich wie in jedem Spiel Sunraku nennende Rakurō bald die Aufmerksamkeit anderer Spieler auf sich. Besonders der als besonders starker Spieler bekannte Psyger-0 sucht ihn. Hinter ihm verbirgt sich das Mädchen Rei Saiga, das sich in Rakurō verliebt hat, nur wegen ihm das Spiel anfing und hofft, sich darüber mit ihm anfreunden zu können.
Durch sein talentiertes Spiel stößt Sunraku bald auf einige der Geheimnisse des Spiels. Er wird vom einmaligen Monster Lycaon angegriffen und besiegt – und erhält dadurch einen Fluch: Er kann keine Rüstung tragen. Aber es werden auch verborgene Quests freigeschaltet. So erhält er bald Zugang zu Hasingen, dem Dorf der Killerkaninchen, und das Killerkaninchen Emul wird sein Begleiter. Es ermöglicht ihm nicht nur das Training in Hasingen, mit dem er noch stärker werden kann, sondern ist auch eine überraschend starke Kämpferin. Ihre Geschwister können ihm zusätzliche Ausrüstung zugänglich machen und Sunraku ist optimistisch, Lycaon besiegen zu können und damit den Fluch loszuwerden. Er wäre der erste, der eines dieser einmaligen Monster besiegt. Seine Begleiterin aber macht ihn umso mehr zum Ziel anderer Spieler. Und so sind mehrere Gilden und auch Playerkiller hinter ihm her, um etwas über das seltsame Killerkaninchen herauszufinden. Unter den Playerkillern trifft er auf eine alte Bekannte: Arthur Pencilgon, in der Realität als Model erfolgreich, stand ihm bereits in anderen Spielen gegenüber. Psyger-0 hilft Sunraku zwar bei einem Kampf aus, doch es brauch noch einige Zeit, bis er sein Misstrauen dem starken Kämpfer gegenüber überwindet und zur Freude Rei Saigas die Freundschaftsanfrage annimmt.
Pencilgon kommt überraschend auf Sunraku zu, um mit ihm gemeinsam ein anderes einmaliges Monster zu besiegen. Nur mit seinen Fertigkeiten und denen von OiKatzo – einem anderen gemeinsamen Spielerfreund, der nun ebenfalls mit Shangri-La Frontier angefangen hat – sei der Sieg zu erlangen. Dafür verrät Pencilgon auch ihre Kameraden in der Gilde der Playerkiller und erklärt den beiden, wie sie sich auf den Kampf vorbereiten.

## Veröffentlichungen
Der Fortsetzungsroman erscheint seit Mai 2017 online auf der Plattform Shōsetsuka ni Narō. Im Juli 2020 startete im Shōnen Magazine eine von Ryōsuke Fuji Adaption als Manga. Der Verlag Kodansha bringt die Kapitel auch gesammelt in bisher 22 Bänden heraus (Stand Mai 2025). Im gleichen Magazin erschien außerdem eine weitere Romanreihe, die über eine andere Spielerin von Shangri-La Frontier erzählt. Eine deutsche Übersetzung der Serie erscheint seit Juli 2021 bei Altraverse in bisher 20 Bänden (Stand Juni 2025). Übersetzer ist Markus Lange. Darüber hinaus erscheint eine spanische Fassung bei Norma Editorial, eine italienische bei Planet Manga und eine englische bei Kodanshas Ableger in den USA.

## Animeserie
Bei Studio C2C entstand unter der Regie von Toshiyuki Kubooka eine Umsetzung der Geschichte als Anime. Hauptautor war Kazuyuki Fudeyasu und das Charakterdesign adaptierte Ayumi Kurashima. Die künstlerische Leitung lag bei Asaki Nakamura, Masanori Nishiyama und Yūki Nobe. Für den Ton war Akiko Fujita verantwortlich und für die Kameraführung Hikaru Yamamoku.
Die Serie wurde erstmals im Juli 2022 angekündigt. Am 1. Oktober 2023 startete die Ausstrahlung bei den japanischen Sendern MBS und TBS sowie die parallele internationale Veröffentlichung bei Crunchyroll. Die letzte Folge wurde am 31. März 2024 gezeigt. Die internationale Veröffentlichung erhielt zunächst Untertitel in diversen Sprachen und später Synchronfassungen, darunter in Deutsch, Englisch, Spanisch, Französisch, Italienisch und Portugiesisch.
Eine ebenfalls 25 Episoden umfassende zweite Staffel lief im japanischen Fernsehen vom 13. Oktober 2024 bis 30. März 2025 und wurde auch international veröffentlicht.
Eine dritte Staffel wurde mit Ausstrahlung der letzten Episode der zweiten Staffel angekündigt.

### Synchronisation
Die deutsche Synchronfassung entstand bei TNT Media in Potsdam unter der Regie von Frank Kirschgens. Die Dialogbücher schrieb Jakob Möller.
| Rolle                         | japanischer Sprecher (Seiyū) | deutscher Sprecher                     |
| ----------------------------- | ---------------------------- | -------------------------------------- |
| Rakurō Hizutome / Sunraku     | Yūma Uchida                  | Imme Aldag                             |
| Rei Saiga / Psyger-0          | Azumi Waki                   | Anni C. Salander                       |
| Towa Amane / Arthur Pencilgon | Yōko Hikasa                  | Jenny Löffler                          |
| Kei Uomi / Oikatzo            | Makoto Koichi                | Marie Hinze                            |
| Momo Saiga / Psyger-100       | Yumiri Hanamori              | Jasmin Reißmann                        |
| Emul                          | Rina Hidaka                  | Jana Dunja Gries                       |
| Vice Ash                      | Akio Ōtsuka                  | Peter Sura                             |
| Animalia                      | Sayaka Senbongi              | 1-25: Laura Oettel 26-49: Peggy Pollow |
| Orcelot                       | Seiichiro Yamashita          | Fabian Kluckert                        |
| Veelac                        | Miyu Tomita                  | Derya Akyol                            |
| Peatz                         | Satsumi Matsuda              | ?                                      |
| Setsuna Amatsuki (Gesang)     | Asami Seto                   | 12-13: Jenny van der Wall              |
| Setsuna Amatsuki              | Asami Seto                   | 13-25: Samina König                    |
| Grabwächter Wezaemon          | Show Hayami                  | 15-19: K. Dieter Klebsch               |
| Tsukuyo Tsukuri               | Ami Koshimizu                | 20: Josephine Schmidt                  |
| Ritsu Amachi                  | Kaori Nazuka                 | 20: Linda Stelzner                     |
| Sakai Tsukuyogi               | Kenji Nojima                 | ?                                      |
| Der Professor                 | Jouji Nakata                 | Elmar Gutmann                          |
| Aramiez                       | Hiromu Mineta                | Florian Hoffmann                       |
| Akane Akitsu                  | Yuka Terasaki                | Lisa Dzyadyk                           |
| Ceecrue                       | Natsuki Hanae                | ab 33: Jakob Möller                    |
| Rust                          | Rie Takahashi                | ab 31: Özge Kayalar                    |
| Mold                          | Kaito Ishikawa               | ab 32: David Turba                     |

| Rolle           | japanischer Sprecher (Seiyū) | deutscher Sprecher      |
| --------------- | ---------------------------- | ----------------------- |
| Stude           | Aki Kanada                   | ?                       |
| Araba           | Tōru Sakurai                 | ?                       |
| Megumi Natsume  | Yumi Uchiyama                | ?                       |
| Sylvia Goldberg | Minami Takahashi             | ?                       |
| Mana Iwamaki    | Umeka Shouji                 | Leni Leßmann            |
| Mia             | Saho Shirasu                 | Peggy-Sue Emmler        |
| Reiji           | Takuma Nagatsuka             | Alexander Gaida         |
| Alinoiyu        | Masumi Tazawa                | 4-6: Paulina Bachmann   |
| Bibliothekarin  | Iori Saeki                   | 19: Annika Rotvogel     |
| Branch          | Atsushi Kosaka               | 6-9: Matthias Busch     |
| Dragonfly       | Yuka Terasaki                | 13-14: Clara Drews      |
| Elk             | Kiyono Yasuno                | 14-21: Johanna Schmoll  |
| Faeria          | Megumi Han                   | 1-22: Daniela Molina    |
| Katsuho         | Erisa Kuon                   | 10: Annika Rotvogel     |
| Ketchum         | Takuya Nakashima             | 6-15: Jermain Meyer     |
| NPC Schmied     | Takuya Nakashima             | 2: Jan-Marten Block     |
| Rina            | Iori Saeki                   | 10: Ness Gerung         |
| Soma            | Yuuki Inoue                  | 10: David Marquis       |
| Super Ballman   | Jun Kasama                   | 31-33: Christopher Groß |
| Magierin        | ?                            | 36: Maria Karaaslan     |
| Erzählerin      | Azumi Waki                   | Helen Malin Blaschke    |
| Systemstimme    | Masanori Shimizu             | Frank Kirschgens        |
| Spielstimme     | ?                            | 31-33: Jermain Meyer    |

### Musik
Die Musik der Serie stammt von monaca.
Die Vorspannlieder der ersten Staffel sind Broken Games und Danger Danger von FZMZ. Die Abspanne sind unterlegt mit den Titeln Ace von Chico und Gajumaru ~Heaven in the Rain~ von ReoNa. In der 19. Folge wird außerdem das Lied Haruka na Anata e (遥かなあなたへ) eingespielt.
In der zweiten Staffel ist das Opening zunächst Queen von Lisa, anschließend Frontiers von Awich. Die Endings sind 闇夜のダンサー (闇夜のダンサー) von Otoha und RealitYhurts von Cvlte.